# Rick Schroder
Richard Bartlett "Rick" (eller "Ricky") Schroder, född 13 april 1970 i Brooklyn i New York, är en amerikansk skådespelare. Han var gift med Andrea Bernard sen 26 september 1992 och har med henne fyra barn. 2016 ansökte hon om skilsmässa. 2020 bidrog han till att betala borgenssumman på två miljoner dollar för skytten i Kenosha.

## Filmografi
- 1982 – Something So Right
- 1983 – Two Kinds of Love
- 1985 – A Reason to Live
- 1988 – Too Young the Hero
- 1989 – Muta och kör
- 1989 – Out on the Edge
- 1990 – Löftet
- 1990 – The Stranger Within
- 1991 – I brottets gränsland
- 1991 – Blood River
- 1991 – My Son Johnny
- 1992 – Miles From Nowhere
- 1993 – Skriet från vildmarken
- 1994 – To My Daughter in Love
- 1994 – There Goes My Baby
- 1995 – Rött hav
- 1996 – Innocent Victims
- 1997 – Ebenezer
- 1997 – Too Close to Home
- 1997 – Detention: The Siege at Johnson High
- 1997 – Heart Full of Rain
- 1998 – I Woke Up Early the Day I Died
- 1999 – What We Did That Night
- 2001 – Bataljon saknad
- 2002 – Poolhall Junkies
- 2003 – Face of Terror
- 2003 – Consequence
- 2004 – Black Cloud
- 2005 – 14 Hours